# 1953年の大洋松竹ロビンス
1953年の大洋松竹ロビンスでは、1953年の大洋松竹ロビンスの動向をまとめる。
この年の大洋松竹ロビンスは、小西得郎監督の2年目のシーズンである。

## 概要
前年、セ・リーグ最下位に終わった松竹ロビンスが大洋ホエールズと合併し、この年から、「大洋松竹ロビンス」という名称となった。名目上は対等合併であるが、翌シーズンいっぱいで松竹が経営から撤退しており、実質的には吸収合併である。チームは4月を13勝12敗1分の貯金1で終えるが、5月に7勝12敗1分と負け越して巨人などに突き放された。5月以降広島と4位争いを演じるが、前年から順位を1つ落として5位に転落。投手陣は新人の権藤正利がチーム最多の15勝、高野裕良が12勝をあげるも、投手陣の大黒柱江田孝が7勝にとどまりチーム防御率は4.10のリーグ最下位。打撃陣は巨人から移籍の青田昇、プロ野球草創期から活躍の藤井勇、岩本義行などが健闘したもの、チーム打率.246はリーグ4位。優勝の巨人に37.5ゲーム、2位の阪神に21.5ゲーム離された。カード別成績では広島に同一カード6連勝を2度記録するなど19勝7敗と勝ちまくったが、巨人戦に弱く5月中旬以降同一カード5連敗以上を2度記録し、4勝22敗と負け越しBクラスから脱出できなかった。小西監督は不振の責任を取り、この年限りで辞任した。

## チーム成績

### レギュラーシーズン
| 1 | 一 | 小林章良 |
| 2 | 二 | 宮崎剛   |
| 3 | 中 | 青田昇   |
| 4 | 右 | 岩本義行 |
| 5 | 左 | 藤井勇   |
| 6 | 捕 | 目時春雄 |
| 7 | 三 | 平野謙二 |
| 8 | 遊 | 宮崎仁郎 |
| 9 | 投 | 江田孝   |

| 順位 | 4月終了時 | 4月終了時 | 5月終了時 | 5月終了時 | 6月終了時 | 6月終了時 | 7月終了時 | 7月終了時 | 8月終了時 | 8月終了時 | 最終成績 | 最終成績 |
| ---- | --------- | --------- | --------- | --------- | --------- | --------- | --------- | --------- | --------- | --------- | -------- | -------- |
| 1位  | 巨人      | --        | 巨人      | --        | 巨人      | --        | 巨人      | --        | 巨人      | --        | 巨人     | --       |
| 2位  | 名古屋    | 2.5       | 名古屋    | 3.0       | 名古屋    | 3.5       | 名古屋    | 5.5       | 名古屋    | 7.5       | 大阪     | 16.0     |
| 3位  | 洋松      | 4.5       | 大阪      | 6.0       | 大阪      | 5.5       | 大阪      | 8.0       | 大阪      | 9.5       | 名古屋   | 18.5     |
| 4位  | 大阪      | 5.0       | 洋松      | 11.0      | 広島      | 13.5      | 広島      | 16.5      | 広島      | 18.0      | 広島     | 36.0     |
| 5位  | 国鉄      | 9.0       | 広島      | 12.5      | 洋松      | 16.0      | 洋松      | 17.5      | 洋松      | 23.5      | 洋松     | 37.5     |
| 6位  | 広島      | 9.0       | 国鉄      | 21.5      | 国鉄      | 24.5      | 国鉄      | 30.5      | 国鉄      | 31.5      | 国鉄     | 42.0     |

| 順位 | 球団             | 勝 | 敗 | 分 | 勝率 | 差   |
| 1位  | 読売ジャイアンツ | 87 | 37 | 1  | .702 | 優勝 |
| 2位  | 大阪タイガース   | 74 | 56 | 0  | .569 | 16.0 |
| 3位  | 名古屋ドラゴンズ | 70 | 57 | 3  | .551 | 18.5 |
| 4位  | 広島カープ       | 53 | 75 | 2  | .414 | 36.0 |
| 5位  | 大洋松竹ロビンス | 52 | 77 | 1  | .403 | 37.5 |
| 6位  | 国鉄スワローズ   | 45 | 79 | 1  | .363 | 42.0 |

## オールスターゲーム
| コーチ     | 小西得郎 |
| ファン投票 | 選出なし |
| 監督推薦   | 岩本義行 |
| 補充選手   | 青田昇   |

## できごと
- 1月1日 - 松竹ロビンスと大洋ホエールズが球団合併し株式会社「大洋松竹野球団」となる[2]。
- 2月5日 - 大洋松竹野球団の新球団名が「大洋松竹ロビンズ」に決定（翌年、洋松ロビンスに変更）。フランチャイズは京都（衣笠球場）と下関（下関市野球場）[2]と定めるが、実際には大阪球場で大多数の主管試合を実施。
- 12月4日 - 小西得郎監督が辞任[2]。
- 12月19日 - 新監督に永沢武夫が就任[2]。

## 表彰選手
| リーグ・リーダー | リーグ・リーダー |
| 選手名           | タイトル         |
| ---------------- | ---------------- |
| 権藤正利         | 新人王           |

| ベストナイン |
| ------------ |
| 選出なし     |